# Schupfart
Schupfart (toponimo tedesco) è un comune svizzero di 825 abitanti del Canton Argovia, nel distretto di Rheinfelden.

## Monumenti e luoghi d'interesse

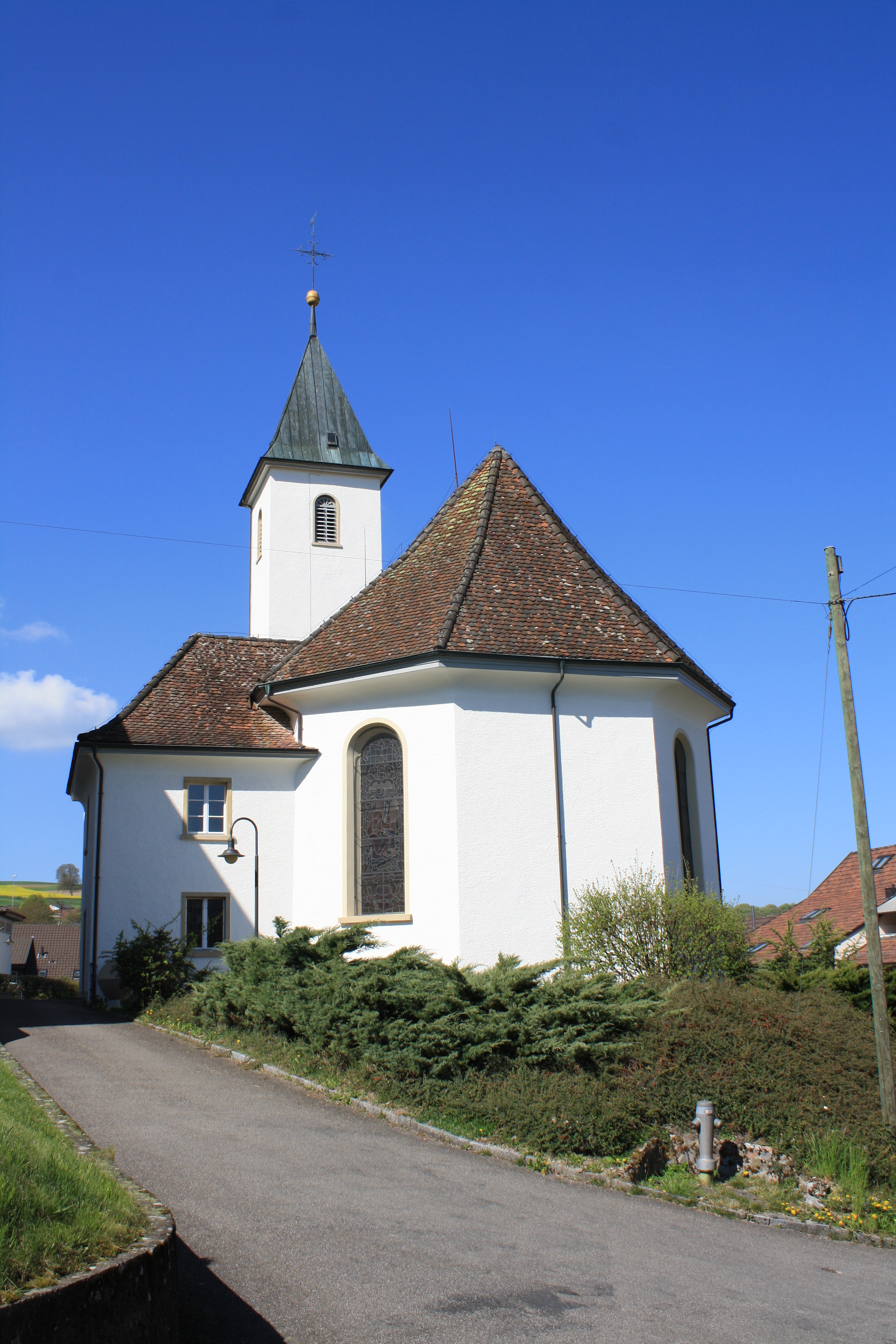
La chiesa cattolica di San Leodegario

- Chiesa cattolica di San Leodegario, attestata dal 1441 e ricostruita nel 1749 e nel 1796[1].

## Società

### Evoluzione demografica
L'evoluzione demografica è riportata nella seguente tabella:
Abitanti censiti

## Infrastrutture e trasporti

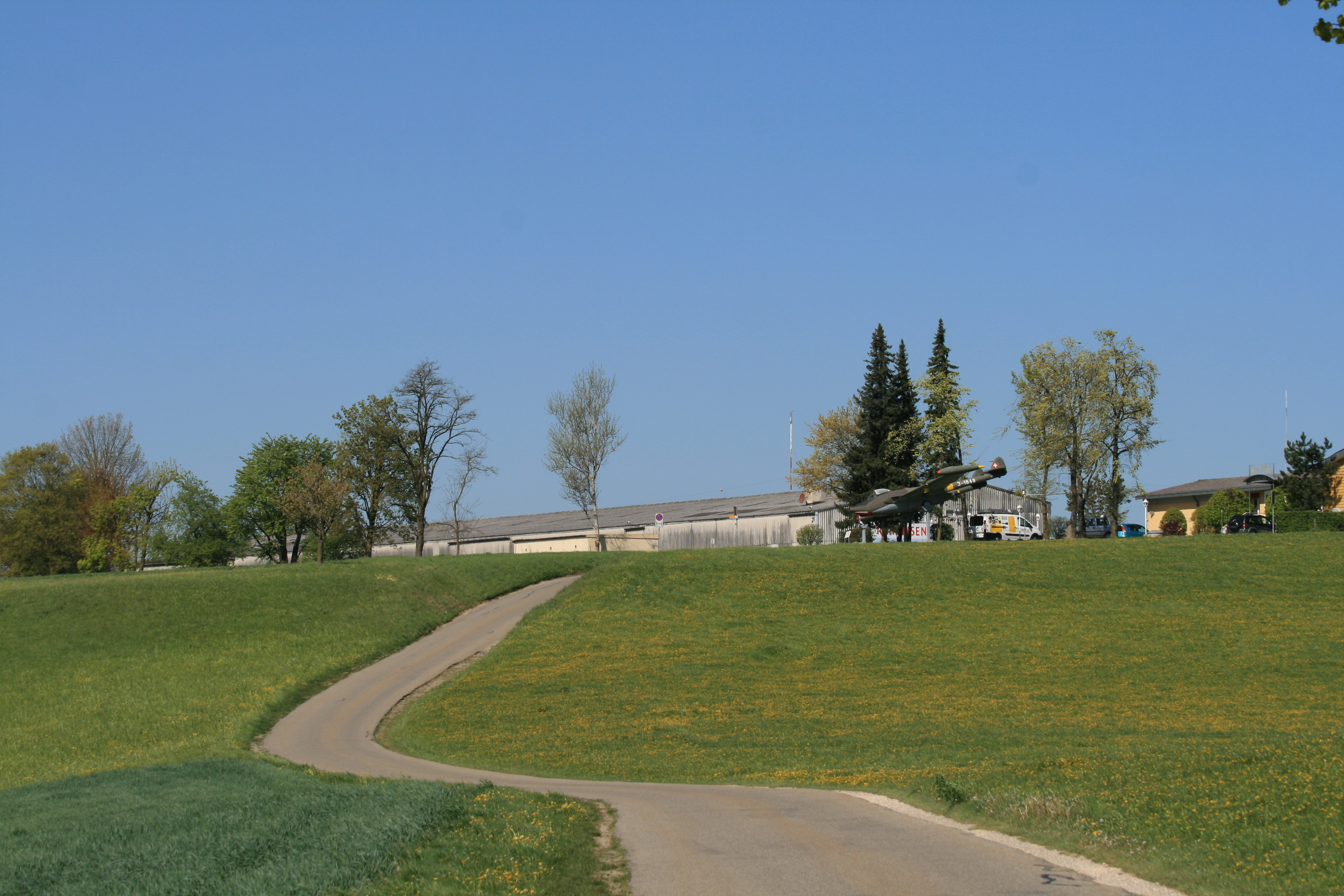
L'aerodromo di Schupfart

Schupfart è servito dall'omonimo aerodromo.

## Amministrazione
Ogni famiglia originaria del luogo fa parte del cosiddetto comune patriziale e ha la responsabilità della manutenzione di ogni bene ricadente all'interno dei confini del comune.